# Columbus (Settala)
Columbus (Columbus Tubi) is een Italiaanse fabrikant van fiets(onder)delen zoals fietsframes, framebuizen en voorvorken.
Columbus is rond 1919 ontstaan en gevestigd in Settala (Mi). De fabrikant gebruikt als materialen staal, koolstofvezel (carbon) en aluminium. Het bedrijf is opgericht door Angelo Luigi 'A.L.' Colombo. In 1977  werd het bedrijf overgenomen door Colombo's jongste zoon Antonio. Columbus tubi is een divisie van de Gruppo SPA, waar ook fietsfabrikant Cinelli toebehoort.